# Stomatepia mongo
Stomatepia mongo, noto anche semplicemente come Mongo, è una specie di ciclidi haplochromini endemica del Lago Barombi Mbo nel Camerun occidentale. Può raggiungere una lunghezza di 10,3 centimetri (4,1 in) SL .  Questa specie è seriamente minacciata dall'inquinamento e dalla sedimentazione dovuta alle attività umane. È potenzialmente minacciata anche da grandi emissioni di anidride carbonica (CO2) dal fondo del lago (vedi lago Nyos),  sebbene gli studi indichino che a Barombo Mbo non siano presenti quantità eccessive di questo gas. Anche rispetto ad altri ciclidi endemici del Lago Barombi Mbo, Stomatepia mongo è una specie molto rara. 
Si sa molto poco sul suo comportamento, ma è stato visto nuotare vicino al fondo, apparentemente alla ricerca di piccole prede tra i detriti o la sabbia. A volte è stato avvistato in piccoli gruppi.